# Fernando Revilla Val
Fernando Revilla Val (nacido el 15 de enero de 2001, Burgos, España) es un baloncestista profesional español. Se desempeña en la posición de pívot y actualmente juega en el CB Benicarló de la Liga LEB Plata. Hermano de Juan Revilla

## Trayectoria deportiva
Fernando se unió al UBU Tizona en 2012, en la categoría alevín, y fue creciendo dentro del equipo hasta terminar su segundo año de cadete. 
En la temporada 2017-18, en categoría junior abandona el Club Baloncesto Atapuerca y firma por el CB Eurocolegio Casvi de Liga EBA.
En la temporada 2018-19, ingresa en el filial del UCAM Murcia CB de Liga EBA.
En la temporada 2019-20, regresa a Burgos para jugar en el Nissan Grupo de Santiago de Liga EBA, filial del San Pablo Burgos, con el que firmó unos promedios de 7.2 puntos y 5.3 rebotes por partido.
El 6 de septiembre de 2020, firma por el UBU Tizona de la Liga LEB Oro, en el que jugó once partidos, con unos promedios de 1.2 puntos y un rebote en siete minutos de juego.
El 2 de agosto de 2021, firma por el Real Valladolid Baloncesto de la Liga LEB Oro.
En la temporada 2022-23, firma por la Cultural y Deportiva Leonesa Baloncesto de la Liga EBA.
El 25 de julio de 2023, firma por el Damex Udea Algeciras de la Liga LEB Plata.
El 6 de agosto de 2024, firma por el CB Benicarló de la Liga LEB Plata.